# Stenellipsis unicolor
Stenellipsis unicolor là một loài bọ cánh cứng trong họ Cerambycidae.